# Wolfgang I. Lenberger

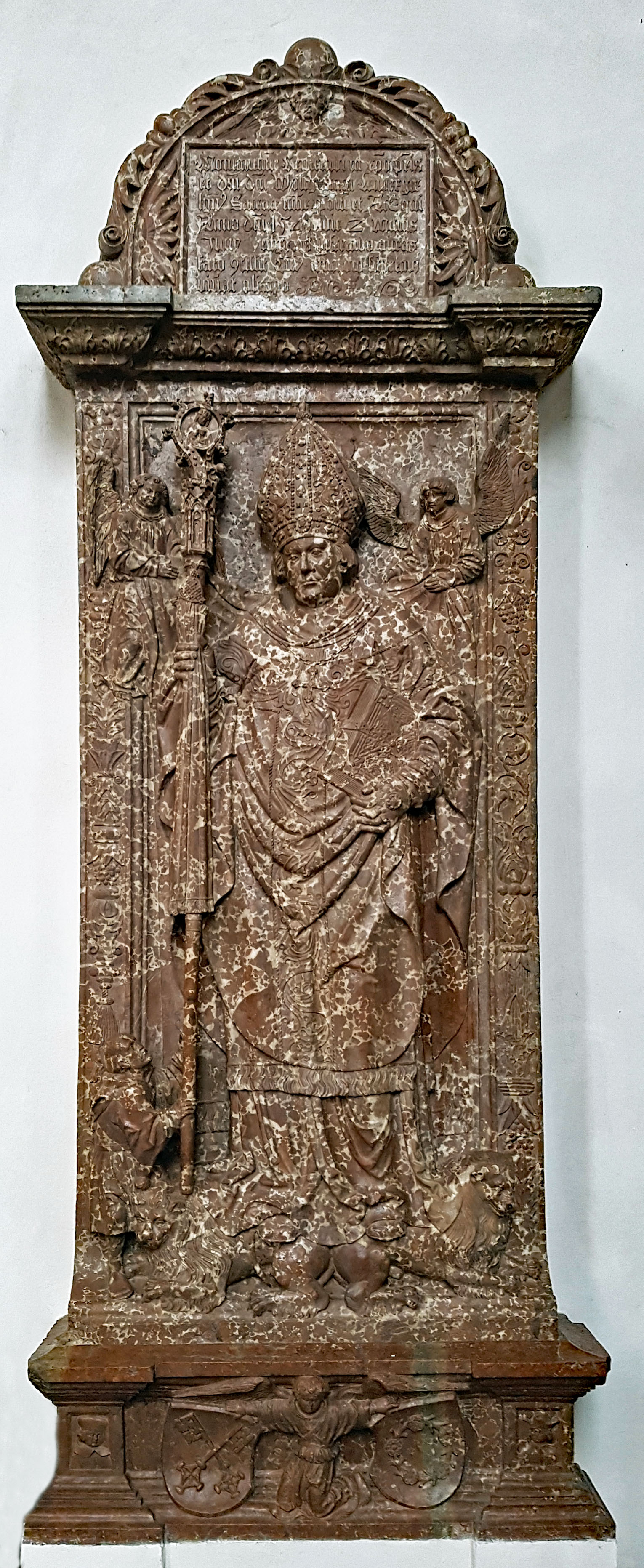
Wolfgang Lenberger mit Stab und Messbuch, im Sockel die Wappen der Reichsprälatur Berchtesgaden und sein Familienwappen (Grabdenkmal)

Wolfgang Lenberger († 1541) war Stiftsdekan und als Wolfgang I. von 1523 bis 1541 Reichsprälat und Propst des Klosterstifts Berchtesgaden.
Sein „hochkünstlerisches“ Grabdenkmal ist in der Berchtesgadener Stiftskirche an der rechten Chorwand gegenüber dem seines Vorgängers Gregor Rainer. Beide wurden im Boden unmittelbar vor ihren Grabdenkmälern in eigenen Grüften bestattet.

## Amtsvorgaben
1294 hatte sich bereits die weltliche Eigenständigkeit der um 1100 gegründeten Stiftspropstei durch die Erlangung der Blutgerichtsbarkeit für schwere Vergehen manifestiert. Ab 1380 zum Zepterlehen erhoben und auch im Reichstag mit Sitz und Stimme vertreten, war der Machteinfluss der Stiftspröpste noch weiter gestiegen und Lenbergers Status dem eines Reichsprälaten gleichgestellt.
Dank Propst Bernhard Leoprechtinger seit 1455 von der „Metropolitangewalt“ des Fürsterzbistums Salzburg befreit, war Wolfgang Lenberger auch in geistlichen Dingen (Spiritualien) nur noch dem Papst unterstellt. Lenberger musste jedoch nach wie vor die Verpfändung Schellenbergs samt seiner Saline an Salzburg hinnehmen, um die immensen Schulden des Klosterstifts an das Fürsterzbistum zu tilgen. Sein Vorgänger Balthasar Hirschauer hat jedoch nach Auseinandersetzungen mit den Berchtesgadener Bauern und ihren Beschwerden in dem „Fuchsbrief“ des von Kaiser Maximilian I. beauftragten Hauptmann von Kufstein Degen Fuchs von Fuchsberg das Recht auf diverse Steuererhebungen verbrieft bekommen. Dennoch sollten die Schulden an Salzburg erst 1556 vollends entrichtet sein.

## Wirken

### Während des Bauernaufstandes

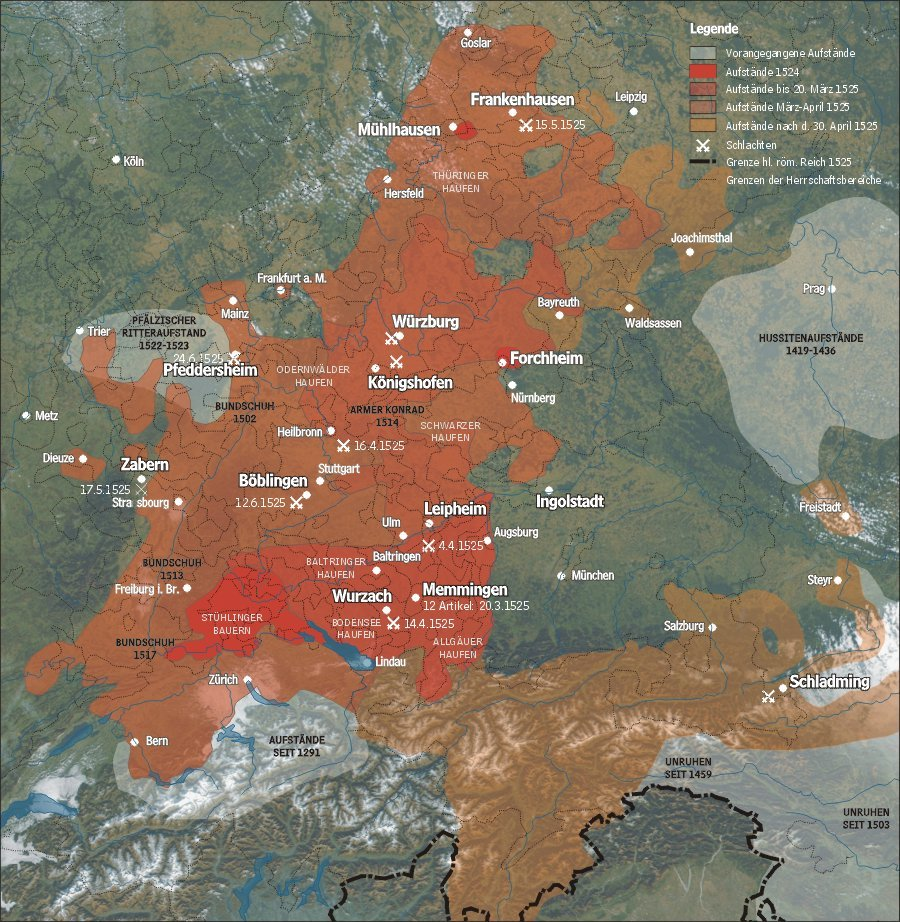
Ausbreitung der Aufstände während des Deutschen Bauernkriegs

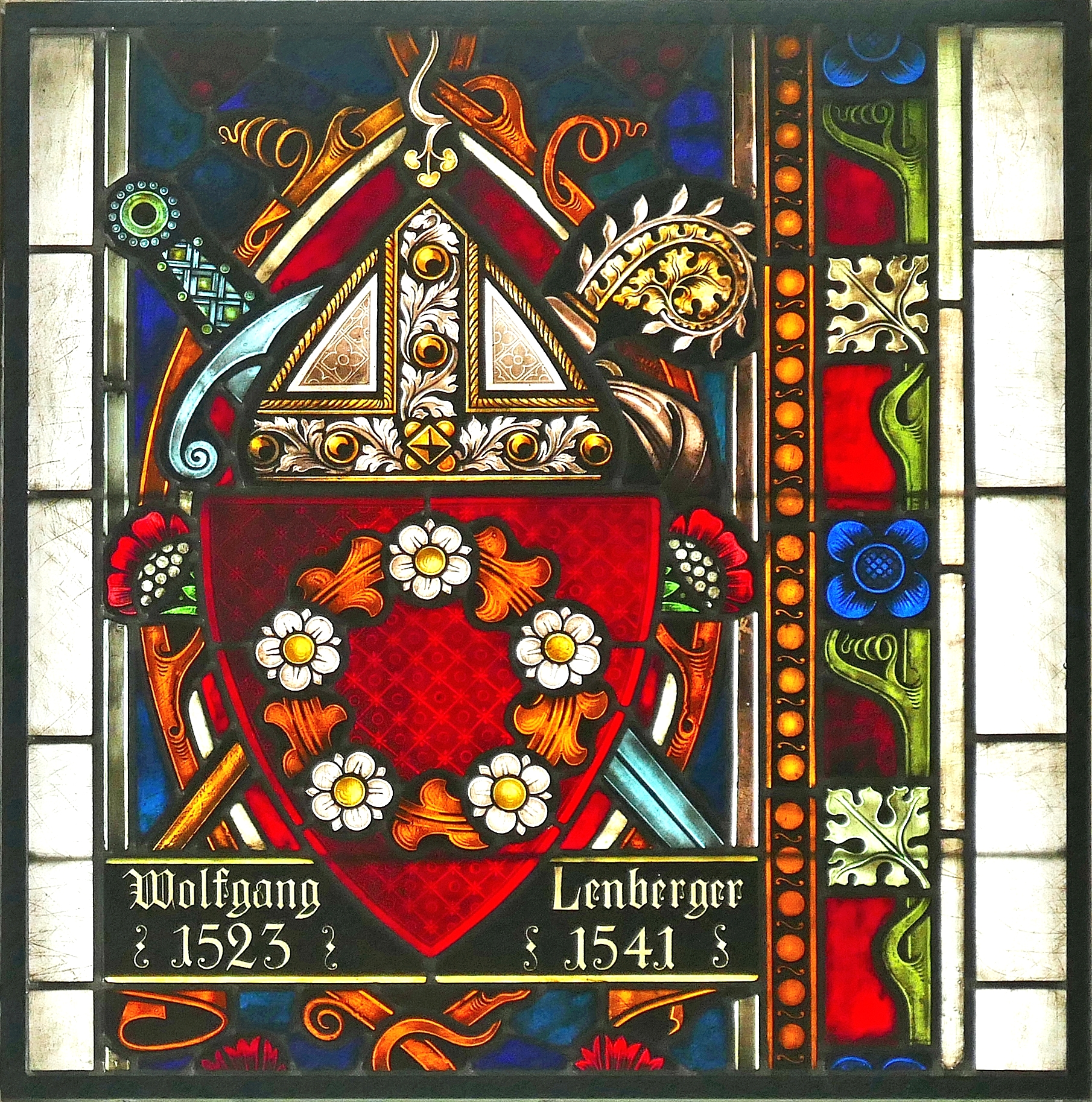
Wappen von Wolfgang Lenberger als Kirchenfenster in der Berchtesgadener Stiftskirche

Nachdem Lenberger als Stiftsdekan aus den eigenen Reihen des Augustiner-Chorherren-Stiftskapitels zum Propst gewählt worden war, hatte er laut Joseph Ernst von Koch-Sternfeld „schwere Zeiten zu bestehen, war aber der Mann dazu“. Seine Regentschaft war bestimmt vom Großen Salzburger bzw. Deutschen Bauernkrieg, der in Schellenberg mit der Befreiung eines Priesters namens Matheus seinen Anfang genommen hatte. Dieser Priester hatte Martin Luthers neue Lehre des Protestantismus gepredigt und sollte in der Burg Mittersill in „ewiger Gefangenschaft“ gehalten werden. Bei den Salzpfannen in Schellenberg war die Menge von dem „Jammer“ des Priesters gerührt und einige junge Männer, darunter einer namens Stöckl, hatten ihn in Sicherheit gebracht. Die Befreier wurden jedoch bald ergriffen und schließlich enthauptet. Danach heißt es: „Die Bauern des Gebirges, durch die Verwandten der Enthaupteten gehetzt, schwuren Blutrache“.
Im Zuge dieses Bauernaufstandes kam es auch im Klosterstift zu Plünderungen. Urkunden und Schriften gingen in Fetzen und die im Graf Wicka Weiher auf Anweisung Lenbergers in Fässern versteckten Kostbarkeiten wurden zur willkommenen Beute. Anschließend folgte zudem eine größere Anzahl Berchtesgadener Bauern den Aufständischen und zogen mit ihnen gemeinsam zum Belagerungsheer in Salzburg. Am Ende mussten sie jedoch Propst Lenberger – wie alle anderen jeweils ihre Regenten – um Verzeihung bitten und Schadensersatz leisten, um vertraglich Begnadigung und Straffreiheit zugesichert zu bekommen. Für das Klosterstift hielten sich jedoch die mit dem Salzburger Erzbischof auszuhandelnden Ersatzansprüche in Grenzen und es hat damit im Gegensatz zu Salzburg den Bauernkrieg noch einigermaßen glimpflich überstanden.

### Erlass von Ordnungen
Nach diesem Bauernkrieg hatte sich Lenberger der inneren Verwaltung der Stiftspropstei gewidmet und 1529 eine schriftlich niedergelegte Waldordnung und der Holzhandwerker-Zunft beziehungsweise der „Sebastiani-Bruderschaft“ eine Handwerksordnung mit Gesetzeskraft gegeben. Danach galt, wer als Lehrling dieser Zunft beitreten wollte, bedurfte der Zustimmung des Propstes und des Zunftmeisters. Ferner war es den Verlegern beziehungsweise den Aufkäufern der Berchtesgadener War verboten, Fertigwaren mit Rohmaterial beziehungsweise Naturalien zu bezahlen.